# Rudolf de Cillia
Rudolf de Cillia (* 18. März 1950 in Kärnten) ist ein österreichischer Sprachwissenschafter und Professor an der Universität Wien im Ruhestand.

## Leben
Rudolf de Cillia wurde 1950 in Kärnten geboren, besuchte die Volksschule in Kärnten und das Gymnasium in Graz (BEA Liebenau). Er studierte das Lehramt für Deutsch und Französisch und absolvierte das Doktoratsstudium der Allgemeinen und Angewandten Linguistik an der Universität Wien.
Ab 1976 unterrichtete er als Lehrer an einem Gymnasium in Wien. 1995 habilitierte er mit der venia docendi „Angewandte Linguistik und Sprachlehrforschung“ an der Universität Wien. Bis zur Pensionierung 2015 war er außerordentlicher Professor am Institut für Sprachwissenschaft der Universität Wien.
Ab 1986 lehrte er an der Universität Wien Themen wie Fremdsprachendidaktik und -methodik, Sprachlehrforschung, Spracherwerbsforschung und Fremdsprachenforschung, Sprachpolitik und Sprachenpolitik, Sprache und Migration, Innovation im Sprachunterricht, sprachliche Varietäten und Sprachunterricht und hielt Gastlehrveranstaltungen auch an den Universitäten Graz, Klagenfurt und Salzburg. Gleichzeitig war er in der LehrerInnenfortbildung für unterschiedliche Institutionen (Bildungsministerium, Institut für Interdisziplinäre Forschung und Fortbildung, Pädagogische Institute, Pädagogische Hochschulen) tätig. Als Universitätslehrer betreute er zahlreiche Diplomarbeiten und Dissertationen.
Er richtete zahlreiche wissenschaftliche Veranstaltungen, Tagungen, Workshops aus und war als Vortragender an vielen Universitäten eingeladen (Paris IV, Bordeaux, Amiens, Aberdeen, St. Andrews, London, Turku, Helsinki, Bern, Gießen, Prag, Tunis, Fes, Casablanca, IRCAM Rabat, Hanoi, Nikšić)

## Wissenschaftliche Forschungs- und Publikationstätigkeit
Seine Forschungs- und Publikationstätigkeit betrifft die Gebiete Fremdsprachendidaktik und -methodik, Sprachlehrforschung, Soziolinguistik, Vorurteilsforschung, kritische Diskursanalyse, Sprachenpolitik und Fremdsprachenpolitik, Migrationsforschung. Forschungsschwerpunkte in den letzten Jahren waren Theorie der Sprach- und Sprachenpolitik, europäische und österreichische Sprachenpolitik, Spracherwerb in der Migration, Sprach- und bildungspolitische Rahmenbedingungen der Migration in Österreich, Spracherwerb und Sprachförderung im Kindergarten, Innovation im Fremdsprachenunterricht, Fremdsprachenunterricht in Österreich und anderen deutschsprachigen Ländern, diskursive Konstruktion von nationaler Identität, Sprache und Identität, Österreichisches Deutsch als Unterrichts- und Bildungssprache, Plurizentrik und Deutschunterricht.
Eine Aufstellung wichtiger Forschungsprojekte findet sich auf seiner Homepage des Instituts für Sprachenwissenschaft Wien. Ebenso eine vollständige Liste der Publikationen. Eine Publikationsliste und eine Biographie findet sich auch in der Festschrift anlässlich seiner Versetzung in den Ruhestand.

## Buchpublikationen
- de Cillia, Rudolf / Faistauer, R./ Hanzer, H./ Knapp, A./ Ortner, B./ Renon, D. (1982): Es darf gesprochen werden. Acht Dossiers für den DaF-Unterricht mit Fortgeschrittenen. Frankfurt am Main/Bern: Peter Lang.
- De Cillia, R. (1987): Audiovisuelle und kommunikative Fremdsprachenmethode. Eine soziolinguistische Studie zum Französischunterricht. Dissertation an der Geisteswissenschaftlichen Fakultät der Universität Wien.
- Wodak, R./de Cillia, R. (1988): Sprache und Antisemitismus. Ausstellungskatalog. Wien: Mitteilungen des Instituts für Wissenschaft und Kunst 3/1988.
- Wodak, R./ de Cillia, R./Blüml, K./ Andraschko, E. (1989): Sprache und Macht – Sprache und Politik. Wien: Bundesverlag:
- Wodak, R / de Cillia, R./ Gruber, H./ Mitten, R. / Nowak, P./ Pelikan, J. (1990): "Wir sind alle unschuldige Täter". Studien zum antisemitischen Diskurs im Nachkriegsösterreich. Frankfurt am Main: Suhrkamp.
- de Cillia, R. (1994): Aspekte der Sprachenpolitik und der Fremdsprachenforschung in Österreich. An der Geisteswissenschaftlichen Fakultät der Universität Wien eingereichte Habilitationsschrift.
- de Cillia, R (1998): „Burenwurscht bleibt Burenwurscht“. Sprachenpolitik und gesellschaftliche Mehrsprachigkeit in Österreich. Klagenfurt / Celovec: Drava.
- Wodak, R. / de Cillia, R. /Reisigl, M. /Liebhart, K. /Hofstätter, K. /Kargl, M. (1998): Zur diskursiven Konstruktion nationaler Identität. Frankfurt/Main: Suhrkamp.
- Wodak, R. / de Cillia, R. /Reisigl, M. /Liebhart, K. (1999): The discursive construction of national identities. Edinburgh University Press.
- de Cillia, R. / Haller, M./ Kettemann, B. (2005): Innovation im Fremdsprachenunterricht. Eine empirische Studie zum Europasiegel für innovative Sprachenprojekte. Frankfurt am Main u. a.: Peter Lang.
- de Cillia, Rudolf / Wodak, Ruth (2006): Ist Österreich ein „deutsches“ Land? Sprachenpolitik und Identität in der Zweiten Republik. Innsbruck-Wien-Bozen: Studien Verlag.
- Wodak, R. / de Cillia, R. /Reisigl, M. /Liebhart, K. (2009): The discursive construction of national identities. Second and extended edition. Edinburgh University Press.
- de Cillia, R./Wodak, R.(2009): Gedenken im „Gedankenjahr“. Zur diskursiven Konstruktion österreichischer Identitäten im Jubiläumsjahr 2005. Innsbruck-Wien-Bozen: Studien Verlag.
- Dorostkar, N./ Blaschitz, V./ de Cillia, R. (2009): „Jetzt merke ich, dass ich doch etwas kann“. Evaluation und Dokumentation der „Mama lernt Deutsch“-Kursreihe der Stadt Wien im Schuljahr 2006/2007. Saarbrücken: Verlag Dr. Müller.
- de Cillia, Rudolf / Ransmayr, Jutta (2019): Österreichisches Deutsch macht Schule. Bildung und Deutschunterricht im Spannungsfeld von sprachlicher Variation und Norm. Unter Mitarbeit von Ilona Elisabeth Fink. Wien / Köln / Weimar: Böhlau-Verlag.
- de Cillia, Rudolf / Ruth Wodak / Markus Rheindorf / Sabine Lehner (2020): Österreichische Identitäten im Wandel. Empirische Untersuchungen zu ihrer diskursiven Konstruktion 1995–2015. Wiesbaden: Springer Verlag.

## Auszeichnungen
- Bundes-Ehrenzeichen 2008 für ehrenamtliches Engagement im Bereich des Interkulturellen Dialogs
- Großes Ehrenzeichen für Verdienste um die Republik Österreich.